# Resolutie 1841 Veiligheidsraad Verenigde Naties
Resolutie 1841 van de Veiligheidsraad van de Verenigde Naties werd op 15 oktober 2008
unaniem door de VN-Veiligheidsraad
aangenomen en verlengde het waarnemingspanel dat toezag op het wapenembargo tegen
Darfur met een jaar.

## Achtergrond
Al in de jaren 1950 was zwarte zuiden van Soedan in opstand gekomen tegen het overheersende Arabische noorden.
De vondst van aardolie in het zuiden maakte het conflict er enkel maar moeilijker op.
In 2002 kwam er een staakt-het-vuren en werden afspraken gemaakt over de verdeling van de olie-inkomsten.
Verschillende rebellengroepen waren hiermee niet tevreden en in 2003 ontstond het conflict in Darfur tussen deze rebellen en de door de regering gesteunde janjaweed-milities.
Die laatsten gingen over tot etnische zuiveringen en in de volgende jaren werden in Darfur grove mensenrechtenschendingen gepleegd waardoor miljoenen mensen op de vlucht sloegen.

## Inhoud

### Waarnemingen
Het was van belang dat een politiek proces op gang kwam om de vrede en stabiliteit in Darfur
te herstellen. Het Darfur-Vredesakkoord kon als basis dienen voor een oplossing, maar men betreurde
dat niet alle ondertekenaars het naleefden en dat niet alle partijen het hadden ondertekend. Men bleef
bezorgd om het geweld, de straffeloosheid, de slechte humanitaire situatie en de veiligheid van burgers
en hulpverleners. Alle partijen in Darfur werden opgeroepen de offensieve acties en gewelddadige
aanvallen meteen te staken.

### Handelingen
De Veiligheidsraad verlengde het mandaat van het panel van experts dat toezag op het wapenembargo
tegen de partijen in Darfur tot 15 oktober 2009. Het panel werd gevraagd haar activiteiten te
coördineren met de hybridevredesmissie van de VN met de Afrikaanse Unie.
Ten slotte werd op alle betrokken partijen aangedrongen mee te werken door het panel alle nodige
informatie te bezorgen over de uitvoering van de met
resolutie 1591 opgelegde sancties.

## Verwante resoluties
- Resolutie 1812 Veiligheidsraad Verenigde Naties
- Resolutie 1828 Veiligheidsraad Verenigde Naties
- Resolutie 1870 Veiligheidsraad Verenigde Naties (2009)
- Resolutie 1881 Veiligheidsraad Verenigde Naties (2009)

Lijst ·  1795 ·  1796 ·  1797 ·  1798 ·  1799 ·  1800 ·  1801 ·  1802 ·  1803 ·  1804 ·  1805 ·  1806 ·  1807 ·  1808 ·  1809 ·  1810 ·  1811 ·  1812 ·  1813 ·  1814 ·  1815 ·  1816 ·  1817 ·  1818 ·  1819 ·  1820 ·  1821 ·  1822 ·  1823 ·  1824 ·  1825 ·  1826 ·  1827 ·  1828 ·  1829 ·  1830 ·  1831 ·  1832 ·  1833 ·  1834 ·  1835 ·  1836 ·  1837 ·  1838 ·  1839 ·  1840 ·  1841 ·  1842 ·  1843 ·  1844 ·  1845 ·  1846 ·  1847 ·  1848 ·  1849 ·  1850 ·  1851 ·  1852 ·  1853 ·  1854 ·  1855 ·  1856 ·  1857 ·  1858 ·  1859